# San Giacomo delle Segnate
San Giacomo delle Segnate es una localidad y comune italiana de la provincia de Mantua, región de Lombardía, con 1.702 habitantes.

### Villa Arrigona
Villa Arrigona fue construido por encargo del conde Pompeo Arrigoni, de la noble familia Arrigoni, al arquitecto Antonio María Viani, ya al servicio de los Gonzaga de Mantua.
La villa, formada por varios edificios, era una residencia de campo señorial y solía estar habitada estacionalmente. Construida en dos plantas con oratorio del barroco tardío contiguo, parque y terreno de cultivo. La fachada se caracteriza por un tímpano que recuerda al Palacio Te, bajo el cual destaca el gran escudo familiar de piedra.

## Evolución demográfica
| Gráfica de evolución demográfica de San Giacomo delle Segnate entre 1861 y 2001 |
|                                                                                 |
| Fuente ISTAT - elaboración gráfica de Wikipedia                                 |